# Exocentrus sublateraloides
Exocentrus sublateraloides är en skalbaggsart som beskrevs av Hunt och Stefan von Breuning 1966. Exocentrus sublateraloides ingår i släktet Exocentrus och familjen långhorningar. Inga underarter finns listade i Catalogue of Life.